# Villa 1-11-14

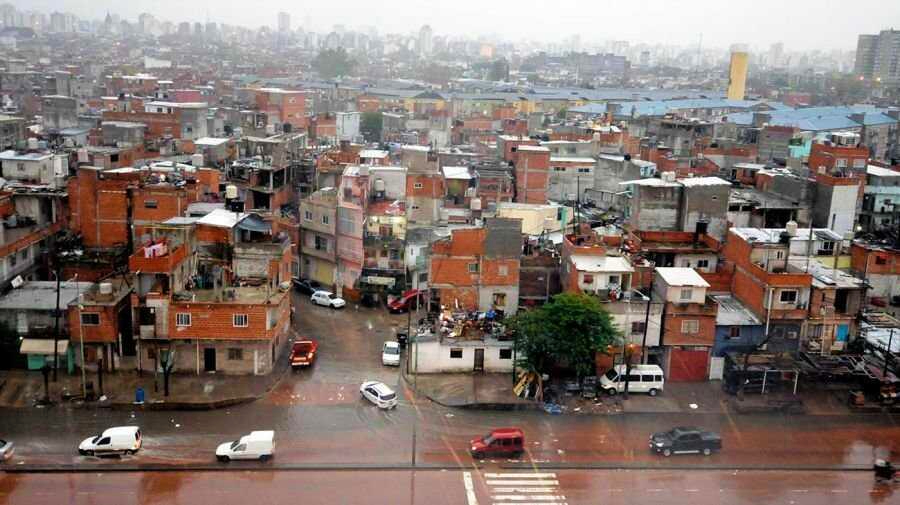
Vista de la Villa 1-11-14 en el Bajo Flores, Buenos Aires.

El Barrio Padre Rodolfo Ricciardelli, conocido también como villa 1-11-14, es un barrio de emergencia ubicado en la Comuna 7 de la Ciudad Autónoma de Buenos Aires, más específicamente en la zona sur del barrio de Flores, en el área denominada como Bajo Flores. Se encuentra frente al estadio Pedro Bidegain, perteneciente al Club Atlético San Lorenzo de Almagro y cercano del Estadio Guillermo Laza perteneciente al Deportivo Riestra. Su nombre es homenaje al Padre Rodolfo Ricciardelli.

## Historia
Su origen es el resultado de la fusión de las villas 1, 11 y 14, las cuales comenzaron a poblarse de manera progresiva, tras la crisis económica de los años '30,  A lo largo de su historia fue conocida con diversos nombres: Bajo Flores, Bonorino, 9 de Julio, Perito Moreno, Medio Caño y Evita, entre otros. Sus primeros habitantes provenían del interior de la Argentina y de algunos países limítrofes. Es la villa de emergencia más grande de la Ciudad Autónoma de Buenos Aires en cuanto a superficie y una de las mayores en cuanto a población, contándose 40.059 habitantes en 4.907 viviendas según el censo de Instituto de Vivienda de la Ciudad, realizado en 2018. El Barrio cuenta con el Centro de Atención Comunitaria (CeSAC) N°20.
La urbanización de la villa fue aprobada por la ley 403 aprobada el 8 de junio de 2000 por la Legislatura de la Ciudad de Buenos Aires, la que, sin embargo, nunca se ha llevado completamente a cabo.

## Lugares principales
- "La Cancha del Perro": Es un predio que tiene una cancha de fútbol profesional con rejas, césped sintético y gradas. El espacio también tiene una cancha más pequeña multiuso y una plaza de juegos inclusivos. Se encuentra en la esquina de las calles Agustín de Vedia y Chilavert.

- "Centro Cultural Club Atlético Madre del Pueblo": Fue construido por los propios vecinos y fue pagado por una constructora privada ya que la Defensoría del Pueblo de la Ciudad impulsó un juicio contra la empresa Ciada Constructores SA y el gobierno porteño por demoler Casa Millán en el año 2000, que era patrimonio histórico de Bajo Flores. La construcción del centro cultural corresponde al cumplimiento de una condena dictada por la jueza subrogante del Juzgado en lo Contencioso, Administrativo y Tributario N° 2, Patricia López Vergara, para resarcir el "daño moral colectivo" que se provocó en el barrio. Fue inaugurado en el mes de junio del año 2016.
- "La Placita de los Niños": Esta plaza fue mejorada en octubre del año 2016 y se encuentra ubicada en el Barrio Rivadavia 1 del Bajo Flores en las inmediaciones de la villa. La Subsecretaría de Hábitat e Inclusión del Ministerio de Desarrollo Humano y Hábitat del Gobierno de la Ciudad Autónoma de Buenos Aires realizó las obras y el nombre de la plaza fue elegido por los propios vecinos.
- "Instituto Parroquial Santa María Madre del Pueblo":Escuela secundaria construida en 2014 con el objetivo de que los chicos y las chicas del la villa 1-11-14 no tengan que hacer largos viajes en busca de vacantes colegios de otros barrios.

## Parroquias y capillas

Parroquia Santa María Madre del Pueblo (Villa 1-11-14), Barrio de Flores.

Capilla San Juan Bautista (Villa 1-11-14), Barrio de Flores.

- Parroquia "Santa María Madre del Pueblo": Dirección: Av. Perito Moreno al 1750 aproximadamente y Av. Gral. Fernández de la Cruz, Manzana 3, Casa 1 - Villa 1-11-14 del Bajo Flores. En diciembre del año 2015 se realizaron los festejos por los 40 años de esta parroquia. Fue aquí donde el Papa Jorge Mario Bergoglio dio una de sus últimas misas como cardenal. Esta es la parroquia del barrio. Creada con el esfuerzo de sus vecinos y vecinas. La "Parroquia Santa María Madre del Pueblo" ha crecido con la idea de integrar a todos en la fe y el trabajo por una mejor calidad de vida. Todos los días martes la Parroquia realiza en la Radio Comunitaria FM Bajo Flores un programa de radio que cuenta las vivencias y el trabajo que los mismos vecinos, junto con la parroquia, realizan en el barrio. Esta parroquia fue construida en el año 1974 y bendecida el Domingo de Ramos en el año 1975. Su construcción es sencilla con techo a dos aguas, y tiene como particularidad la utilización de botellas en sus paredes para que ingrese la luz. El primer cura párroco fue el Padre Rodolfo Ricciardelli. En la parroquia hay muchos chicos en la catequesis, quienes han creado el movimiento infantil "Madres del Pueblo", donde hacen eje en el liderazgo positivo e invitando también a los adolescentes del barrio a trabajar por "el barrio", por Dios y por la Virgen. Las actividades que realizan a través del movimiento infantil son variadas: está la Orquesta Infantil Itatí, la Escuela de Música y Apoyo Escolar y en lo deportivo está el Club Atlético Madre del Pueblo, que es el club del barrio al que asisten aproximadamente 1.500 chicos a hacer actividades deportivas como fútbol, hockey, natación, handball, básquet, ajedrez, taekwondo, boxeo y patín, muchas de estas actividades organizadas por profesores de educación física. En esta parroquia también se llevan a cabo proyectos como el de "Fortalecimiento Educativo".* Parroquia "Santa María Madre del Pueblo": Dirección: Av. Perito Moreno al 1750 aproximadamente y Av. Gral. Fernández de la Cruz, Manzana 3, Casa 1 - Villa 1-11-14 del Bajo Flores. En diciembre del año 2015 se realizaron los festejos por los 40 años de esta parroquia. Fue aquí donde el Papa Jorge Mario Bergoglio dio una de sus últimas misas como cardenal. Esta es la parroquia del barrio. Creada con el esfuerzo de sus vecinos y vecinas. La "Parroquia Santa María Madre del Pueblo" ha crecido con la idea de integrar a todos en la fe y el trabajo por una mejor calidad de vida. Todos los días martes la Parroquia realiza en la Radio Comunitaria FM Bajo Flores un programa de radio que cuenta las vivencias y el trabajo que los mismos vecinos, junto con la parroquia, realizan en el barrio. Esta parroquia fue construida en el año 1974 y bendecida el Domingo de Ramos en el año 1975. Su construcción es sencilla con techo a dos aguas, y tiene como particularidad la utilización de botellas en sus paredes para que ingrese la luz. El primer cura párroco fue el Padre Rodolfo Ricciardelli. En la parroquia hay muchos chicos en la catequesis, quienes han creado el movimiento infantil "Madres del Pueblo", donde hacen eje en el liderazgo positivo e invitando también a los adolescentes del barrio a trabajar por "el barrio", por Dios y por la Virgen. Las actividades que realizan a través del movimiento infantil son variadas: está la Orquesta Infantil Itatí, la Escuela de Música y Apoyo Escolar y en lo deportivo está el Club Atlético Madre del Pueblo, que es el club del barrio al que asisten aproximadamente 1.500 chicos a hacer actividades deportivas como fútbol, hockey, natación, handball, básquet, ajedrez, taekwondo, boxeo y patín, muchas de estas actividades organizadas por profesores de educación física. En esta parroquia también se llevan a cabo proyectos como el de "Fortalecimiento Educativo".

- Capilla "Nuestra Señora de Itatí": Dirección: Manzana 13 - Casa 83 - Villa 1-11-14 del Bajo Flores. La capilla permanece abierta todos los días. Más allá de la celebración de la misa, este espacio cuenta con una gran cantidad de actividades destinadas a cubrir necesidades y a acompañar las iniciativas de los vecinos. En su interior la capilla posee murales realizados por los propios vecinos, como el de la Virgen de Itatí y el de la Virgencita de Luján.

- Capilla "San Antonio": Dirección: Manzana 31 - Casa 31 - Villa 1-11-14 del Bajo Flores. Fue inaugurada el 8 de diciembre de 2009 con un bautismo y una fiesta para todos los vecinos del barrio. En las dos plantas superiores de la capilla hay aulas y espacios de juego y de reunión para que los vecinos puedan realizar todas las actividades que allí se practican.

- Capilla "San Juan Bautista": Se encuentra ubicada en Avenida Riestra y la calle Presidente Camilo Torres y Tenorio  de la Villa 1-11-14, junto a la Radio Comunitaria FM Bajo Flores. En esta capilla funcionan también los salones de usos múltiples del Centro Popular Padre Rodolfo Ricciardelli (quien fue el primer cura párroco de la Parroquia Santa María Madre del Pueblo, ubicada también dentro de la Villa 1-11-14 del Bajo Flores). Tanto la construcción de la capilla como la de los salones de usos múltiples fueron realizadas gracias al aporte del gesto solidario de la cuaresma de la Arquidiócesis de Buenos Aires.